# Hôtel Bellevue (Berlin)
Le Grand Hôtel Bellevue était un hôtel de luxe de Berlin situé sur la Potsdamer Platz. Il fut ouvert en 1888.

## Historique
Ce palace berlinois prestigieux de cinq étages se trouvait à la pointe sud du triangle de Lenné de la Potsdamer Platz, c'est-à-dire entre la Bellevuestraße et la Königgrätzer Straße (aujourd'hui Ebertstraße (de)). Il fut construit selon les plans de l'architecte Ludwig Heim (de) et ouvrit en 1888.
Il porta au début le nom d'hôtel du Parc. Son aspect international et son confort moderne en fit un des hôtels les plus prestigieux du quartier du Tiergarten. Il était aussi nommé le Thiergarten-Hôtel. Il appartenait, comme le Palasthotel et le luxueux hôtel Fürstenhof, qui se trouvaient à côté, à la société Aschinger AG qui l'acheta au début du XXe siècle.
L'hôtel fut détruit en 1928 pour aménager la Columbushaus, bâtiment ultra-moderne de l'époque. Aujourd'hui l'endroit où se trouvait l'hôtel Bellevue n'est plus construit. Immédiatement derrière son emplacement, le Beisheim Center a été inauguré le 10 janvier 2004.

## Littérature
L'hôtel du Parc est l'un des décors du roman de Theodor Fontane, Cécile (de).

## Images

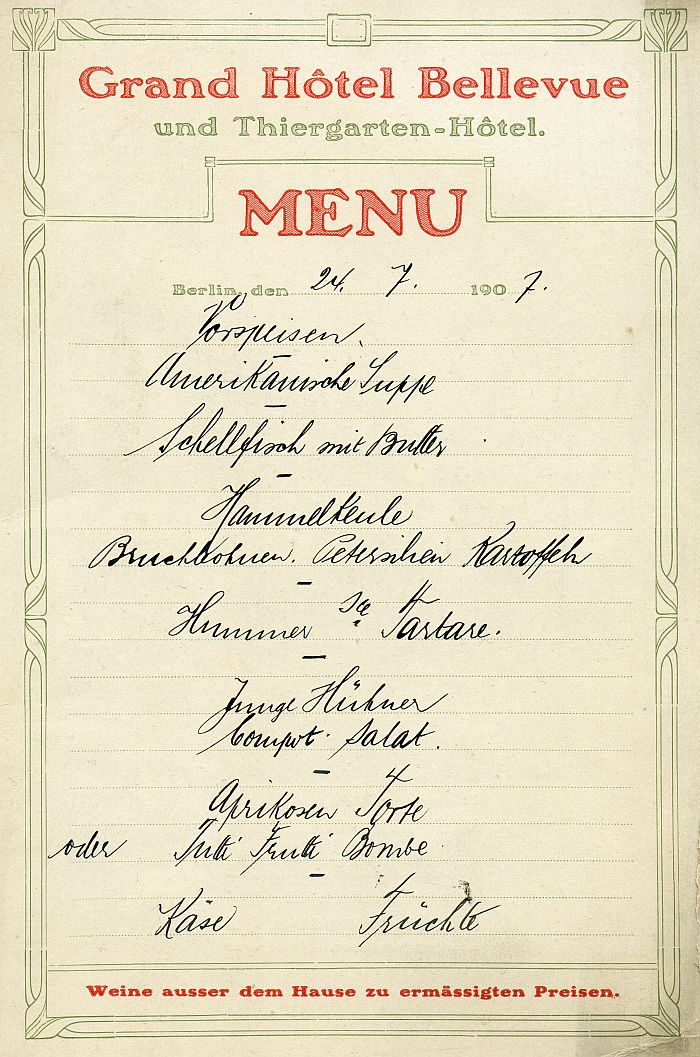
Menu de 1907 du Grand Hôtel Bellevue.
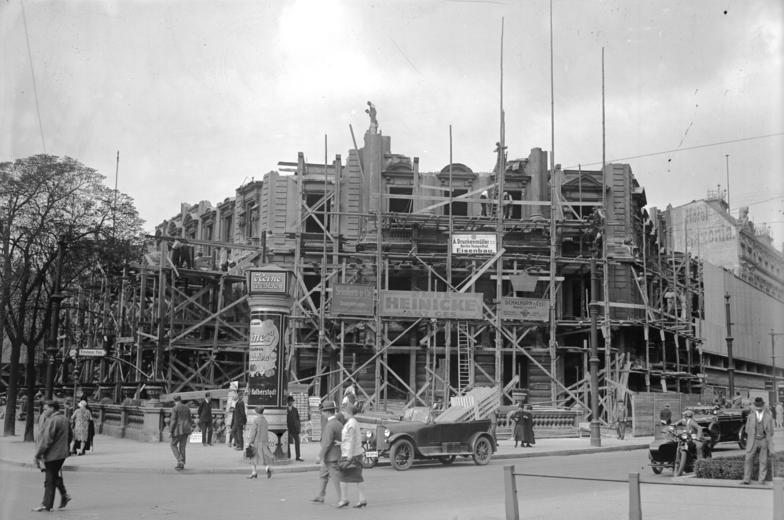
Démolition du Grand Hôtel Bellevue en 1928.